# Inter Moengotapoe
El Inter Moengotapoe es un equipo de fútbol de Surinam, cuya sede es la ciudad de Moengo, cerca de la capital Paramaribo. Su estadio es el Estadio Ronnie Brunswijk. 
Actualmente compite en la SVB-Hoofdklasse, han competido en el Campeonato de Clubes de la CFU; donde en el 2008-09 fueron eliminados por el Centro Barber de Antillas Neerlandesas en la Segunda ronda.

## Palmarés

### Nacional
- SVB-Hoofdklasse: 10

2007, 2008, 2010, 2011, 2013, 2014, 2015-16, 2016-17, 2018-19
- SVB-LMS: 1

2025
- Beker van Suriname: 4

2012, 2017, 2019, 2023
- Suriname President's Cup: 7

2007, 2010, 2011, 2012, 2013, 2017, 2019

## Participaciones en los Torneos de la CONCACAF
- Campeonato de Clubes de la CFU
  - 2004:

Cuartos de final vs.  Juventus -- 2:0, 1:1
Semifinales v.  Harbour View -- 4:6, 2:3
- - 2007:

Fase de grupos vs.  SAP -- 3:3
Fase de grupos vs.  Harbour View -- 2:1
Fase de grupos vs.  Puerto Rico Islanders -- 2:5
- - 2009:

Primera ronda vs.  CSD Barber -- 0:1, 3:1
Segunda ronda vs.  San Juan Jabloteh -- 1:3, 1:2
- - 2011:

Ronda Preliminar vs.  Milerock -- 1:0, 1:2*
Milerock FC Avanzó por el criterio de gol de visitante
- - 2012:

Primera ronda vs.  Alpha United FC -- 1:0
Primera ronda vs.  Milerock FC -- 7:1
Primera ronda vs.  Hubentut Fortuna -- 3:2
Segunda ronda vs.  Antigua Barracuda FC -- 0:3
Segunda ronda vs.  W Connection -- 0:6
Segunda ronda vs.  Victory SC -- 2:8
- - 2014

Primera ronda v.  Waterhouse -- 0:4
Primera ronda v.  Caledonia AIA -- 2:2
Primera ronda v.  Mirebalais -- 1:2
- - 2015

Primera ronda v.  Alpha United – 0:3
Primera ronda v.  Central – 0:2
- - 2016

Primera ronda v.  CS Moulien – 3–2
Primera ronda v.  Atlántico FC – 1–0
Primera ronda v.  W Connection – 1–3
- - 2017

Primera ronda v.  Racing des Gonaïves 2–2
Primera ronda v.  Hoppers 2–0
Primera ronda v.  Bequia United 4–1
- - 2018

Fase de grupos v.  Nacional 5–0
Fase de grupos v.  Weymouth Wales 5–0
Fase de grupos v.  USR 5–1
Semifinal v.  Nacional 4–0
Final v.  Club Franciscain 2–1
- - 2021

Fase de grupos v.  Flames United 12–0
Fase de grupos v.  O&M 1–1
Semifinal v.  Metropolitan 3–1
Final v.  Cavaly 0–3
- Liga Concacaf
  - 2021

Octavos de final v.  Olimpia 0–6

## Entrenadores

### Entrenadores destacados
- Hesron Jeroe (2015-17)[1]